# Nemanja Ilić (Fußballspieler)
Nemanja Ilić  (serbisch-kyrillisch Немања Илић, * 27. August 1992 in Inđija) ist ein serbischer Fußballspieler.

## Karriere
Nemanja Ilić spielte von 2012 bis 2014 beim serbischen Club FK ČSK Pivara in  Čelarevo. Der Verein spielte in der ersten Liga, der Prva Liga. Nach 63 Spielen wechselte er Mitte 2014 zum Ligakonkurrenten nach Bačka Palanka, wo er einen Vertrag beim FK Bačka unterschrieb. Mit dem Club wurde er in der Saison 2014/2015 Vizemeister und stieg somit in die erste Liga des Landes, die SuperLiga, auf. Mitte 2019 verließ er den Verein und wechselte zu Rabotnički Skopje nach Nordmazedonien. Sechs Monate spielte er für den Verein aus Skopje in der ersten Liga, der Prva Makedonska Liga. 2020 zog es ihn nach Asien. Hier unterzeichnete er einen Vertrag in Thailand beim Samut Sakhon FC. Der Verein aus Samut Sakhon spielt in der zweithöchsten Liga des Landes, der Thai League 2. Nach 13 Zweitligaspielen wurde sein Vertrag Ende 2020 nicht verlängert. Von Januar 2021 bis Anfang April 2021 war er vertrags- und vereinslos. Am 5. April 2021 unterschrieb er in Bosnien und Herzegowina einen Vertrag beim FK Sloboda Tuzla. Für den Erstligisten aus Tuzla bestritt er neun Erstligaspiele. Ende Juli 2021 ging er nach Serbien. Hier spielte er für die Zweitligisten FK Mladost Novi Sad, RFK Novi Sad 1921 und FK Zlatibor Čajetina. Mit FK Mladost Novi Sad feierte er in der Saison 2021/22 die Zweitligameisterschaft sowie den Aufstieg in die erste Liga.

## Erfolge
OFK Bačka
- Serbischer Zweitligavizemeister: 2015/16  ▲

FK Mladost Novi Sad
- Serbischer Zweitligameister: 2021/22  ▲